# شهرستان هیل (تگزاس)
شهرستان هیل، تگزاس (به انگلیسی: Hill County, Texas) یک سکونتگاه مسکونی در ایالات متحده آمریکا است که در تگزاس واقع شده‌است.

## خصوصیات
شهرستان هیل ۲٬۵۵۳٫۷۴ کیلومترمربع مساحت دارد.